# Jindřich III. Francouzský
Jindřich III. Francouzský, nazývaný též Jindřich z Valois (19. září 1551 Fontainebleau – 2. srpna 1589 Saint Cloud), byl vévoda z Anjou, v letech 1573–1574 král Polska a od roku 1574 král Francie, poslední panovník z dynastie Valois.

## Rodina
Jindřich III. Francouzský dostal při narození jméno Alexander Édouard, a to na počest svého strýce a kmotra, florentského vévody. Teprve ve třinácti letech, při konfirmaci v roce 1564, přijal jméno Jindřich. Byl čtvrtým synem Kateřiny Medicejské a Jindřicha II. Francouzského z rodu Valois-Angoulême. Matka ho upřednostňovala před jeho sourozenci, což vedlo ke složitým vztahům se staršími bratry Františkem a Karlem, stejně tak jako s mladším Františkem Herkulem a sestrou Markétou. Královskou korunu předpověděl Jindřichovi mistr Nostradamus a jeho matka Kateřina Medicejská dělala vše proto, aby se věštba naplnila. Jindřich se již od mládí vyznačoval vysokou inteligencí, vzdělaností a vytříbenými způsoby, čímž předčil své bratry. Vynikal v šermu a jízdě na koni, ale jeho zájem o módu, šperky a parfémy vedl k různým spekulacím o jeho osobním životě. Krátce se také přikláněl k protestantské víře, než se definitivně vrátil ke katolicismu.

## První kroky v politice
V sedmnácti letech se pod dozorem maršála de Tavannes stal vrchním velitelem královského vojska. V té době držel titul vévody d'Anjou. Nemoci starších bratrů mu zatím postupně uvolňovaly cestu k trůnu. Prvorozený František II. zemřel po roce panování a na trůn usedl další Jindřichův bratr Karel IX., který trpěl tuberkulózou. Ten se ale právem obával přehnaných ambicí mladšího bratra Jindřicha, a proto ho přiměl, aby se ucházel o polskou korunu. Francouzským vyslancům se podařilo přesvědčit většinu polské šlechty, aby 11. května 1573 zvolila Jindřicha z Valois polským králem pod jménem Henryk Walezy. Nový král však do Polska nespěchal, jeho hranice překročil až koncem ledna 1574. Korunován byl 21. února 1574. Nebyl však v Polsku příliš šťasten, jelikož narážel na značná omezení své moci i rozpočtu královského dvora. Neoblíbil si ani chladné podnebí, přísnější mravy a měl značné potíže s tím, že jeho vyslanci před volbou přijali četné nereálné závazky. V této situaci dorazila do Polska přibližně v polovině června 1574 zpráva, že 30. května 1574 zemřel jeho bratr Karel IX., čímž se pro něj uvolnil francouzský trůn. V noci z 18. na 19. června 1574 uprchl Jindřich s několika věrnými z Polska přes českou část Slezska do své rodné milované Francie, kde byl korunován 13. února 1575. Jindřichovy pocity poté, co opustil Polsko, vyjádřil jeho sekretář a básník Filip Desportes: „Sbohem Polsko, sbohem pusté pláně stále pokryté sněhem a ledem, barbarský národe, nadutý a nestálý, žvanivý a neznající nic než svůj jazyk, jenž ve dne v noci ve své zatuchlé špeluňce se sklenkou v ruce nacházíš své potěšení...“
Rozhodný mladík, který byl donedávna hrdinou francouzského lidu, se ale změnil a jako král se ukázal být nerozhodným, nevycházelo mu nic, na co sáhl. Celé období jeho vlády bylo naplněno pokračujícími spory mezi Katolickou ligou a hugenoty. Francie byla sužována hospodářskými i politickými problémy a náboženskými válkami a Jindřich III. byl od samého počátku svého panování obklopen protivníky a nepřáteli. Jeho život se změnil v usilovný zápas o udržení moci. O oslabení jeho pozice či dokonce o získání trůnu usilovali jak vzdálení příbuzní z rodu Guise, tak i Jindřichův mladší bratr František, stejně jako hugenoté v čele s princem de Condé. Jedinou zbraní se Jindřichovi stala lest, přetvářka a jemná diplomacie, které mistrně ovládal, a snažil se tak dosáhnout ukončení vleklých sporů v zemi za každou cenu. Jindřich III. se dle vývoje situace stavěl chvíli na jednu a pak zase na druhou stranu sporů.

## Válka tří Jindřichů
V roce 1583 zemřel Jindřichův mladší bratr František a bezdětný Jindřich III. se tak stal posledním mužským členem rodu Valois. Po Jindřichově smrti mohla koruna připadnout buď Jindřichovi Navarrskému z rodu Bourbonů, který však odmítal přestoupit na katolickou víru, nebo některému členu rodu Guise. V roce 1584 vstoupil vůdce katolické Ligy, Jindřich de Guise, do otevřené vzpoury proti králi a ten se nakonec pod nátlakem, a proti své vůli, rozhodl vyhlásit válku svému švagrovi Jindřichovi Navarrskému. Král Jindřich III. byl navíc donucen jmenovat dosavadního nepřítele Jindřicha de Guise velitelem svých vojsk. Ve Válce tří Jindřichů nakonec Jindřich III. s Jindřichem de Guise v roce 1587 zvítězili nad hugenotem Jindřichem Navarrským. V roce 1588 se ale situace změnila a Jindřich de Guise, financovaný španělským králem Filipem II., vytáhl s vojskem na Paříž, kde oblehl královský palác Louvre. Králi se však podařilo z obleženého paláce uprchnout.

## Jednání v Blois
Jindřich de Guise se snažil krále přesvědčit k dobrovolnému návratu do Paříže, což ten zdvořile odmítl. Jiné ústupky však učinil – vévodu de Guise potvrdil ve funkci velitele vojsk, jelikož sám už armádu stejně neovládal. Slíbil vévodovi rovněž i správcovství země a udělení dalších úřadů. Zároveň začal Jindřich III. vyjednávat se svým protestantským švagrem Jindřichem Navarrským a do Blois byly svolány generální stavy, které měly potvrdit to, co král přislíbil vévodovi de Guise. Vévoda navíc zřejmě spoléhal na to, že se mu podaří donutit krále k abdikaci. Jednání generálních stavů bylo v Blois zahájeno 16. října 1588 a vrcholu dosáhlo v listopadu, kdy pro krále vypadala situace beznadějně. Jindřich de Guise kontroloval většinu Francie, ovládal Paříž, dosáhl výměny členů Královské rady a na své straně měl převážnou část účastníků generálních stavů. V té chvíli dokonce Jindřich III. prohlásil, že vládu předá své matce a Guisovi a sám se uchýlí do kláštera. 23. prosince 1588 však král nečekaně přešel do protiútoku. Brzy ráno byl vévoda de Guise pozván na jednání do králových komnat zámku v Blois, kde byl následně ubodán členy nejbližší osobní stráže Jindřicha III. O den později nechal král zavraždit i uvězněného vévodova bratra kardinála de Guise.

## Smrt Jindřicha III. (konec dynastie Valois)
Zavražděním vévody de Guise se Jindřich III. zbavil bezprostředního nebezpečí, ale v rodu de Guise si tím získal ještě větší nepřátele. Navíc se spojil se svým švagrem a předákem hugenotů Jindřichem Navarrským, čímž pobouřil většinu katolíků v zemi a především členy katolické Ligy. Bezdětný Jindřich III. se také rozhodl, že korunu Francie odkáže právě Jindřichovi Navarrskému. Paříž a většinu Francie ovládali členové rodu de Guise a katolická Liga a rozhodnutí o tom, kdo bude vládnout zemi, mohla dát jen další válka. Území, které měl pod kontrolou král, se v průběhu února 1589 zmenšilo na prostor mezi městy Blois, Beaugency a Tours. V dubnu 1589 ale přišla na pomoc králi armáda Jindřicha Navarrského. Spojená vojska Jindřicha III. a Jindřicha Navarrského vytáhla podél Loiry a vítězně postupovala na Paříž. Nedaleko Paříže, v Saint-Cloud, se během svého tažení na Paříž, v červenci 1589, král Jindřich III. ubytoval v domě pana de Gondi. 
Zde také 1. srpna 1589 ráno přijal dominikánského mnicha Jacquese Clémenta, který chtěl s králem mluvit. Král byl během návštěvy jen v noční košili. Mnich náhle vytáhl z rukávu dýku a Jindřicha III. bodl do podbřišku. Mnich byl okamžitě zabit jedním z králových strážců, takže se při pozdějším vyšetřování nepodařilo zjistit, zda jednal sám za sebe, nebo zda byl vrahem najatým. Jindřich III. zemřel v bolestech o den později, ale ještě před svou smrtí všechny ze svého okolí zapřísahal, aby zachovali věrnost Jindřichu Navarrskému, manželu jeho sestry Markéty, který se také skutečně stal králem Francie jako Jindřich IV.
Jindřich III. byl, stejně jako jeho předchůdci, pohřben v bazilice Saint-Denis, místě posledního odpočinku francouzských králů. Zemřel v něm poslední legitimní příslušník a dědic dynastie Valois, jež vládla Francii 261 let (v levoboční linii vymřeli Valoisové až roku 1650 osobou hraběte z Auvergne, nelegitimního syna Jindřichova staršího brata Karla IX.). 
Při plenění královských hrobů během Velké francouzské revoluce byl i jeho hrob 18. října roku 1793 vypleněn a jeho ostatky vhozeny do masového hrobu mimo kostel.

## Manželství

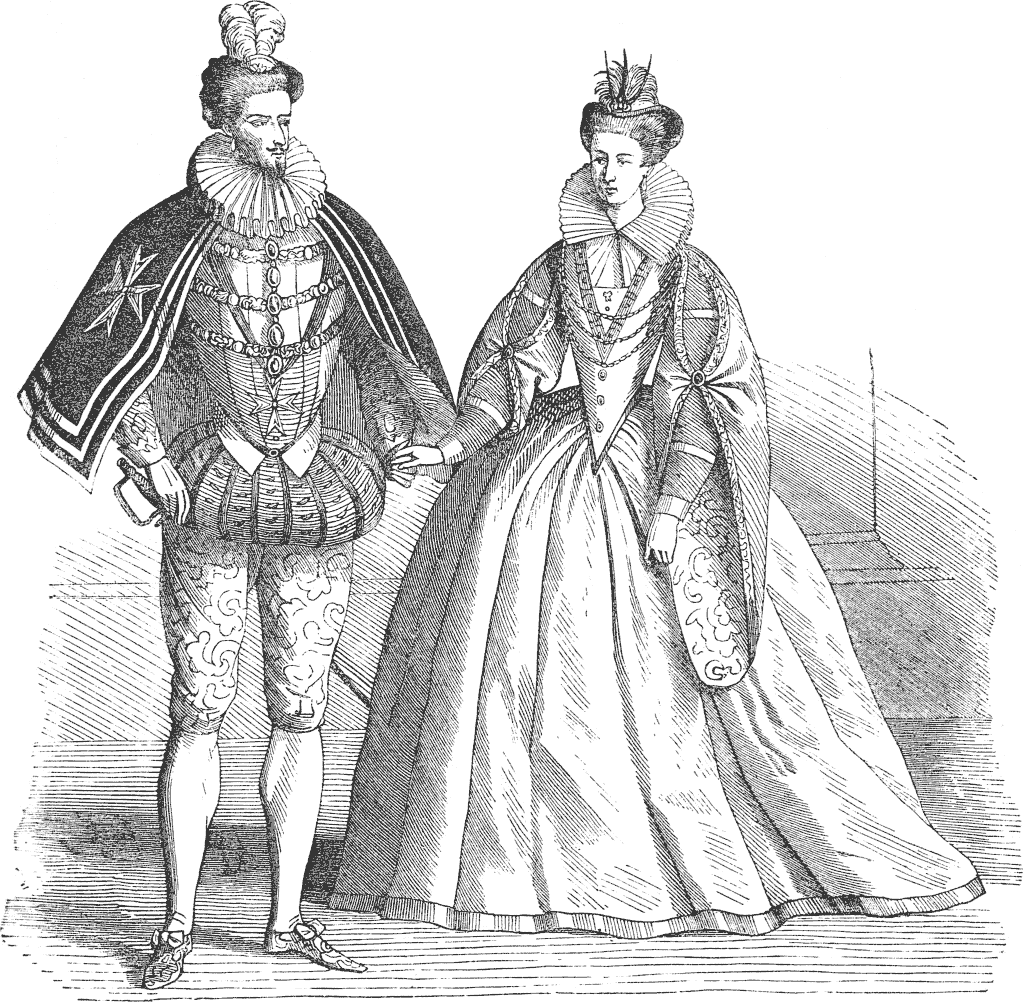
Jindřich III. s manželkou Luisou

Roku 1570 učinil francouzský dvůr pokus získat pro Jindřicha ruku anglické královny Alžběty, třebaže byla téměř dvojnásobného věku než tehdy devatenáctiletý Jindřich a navíc protestantka. Lze se domnívat, že Alžběta těmito „rozhovory“ hodlala zneklidnit Španělsko. Sám Jindřich ji ovšem označil jako „veřejnou děvku“. Na ztroskotání námluv mohla hrát roli i jeho homosexualita či bisexualita; v té době udržoval Jindřich vztah s gaskoňským vojevůdcem Robertem du Guastem.
Jindřich byl zamilován do manželky prince Jindřicha I. z Condé, Marie Klévské. Po svém nástupu na trůn pojal plán zajistit Marii rozvod a oženit se s ní sám, k realizaci záměru však nedošlo, neboť krátce na to, 10. října roku 1574 princezna z Condé v důsledku poporodních komplikací zemřela. Jindřich se obával matčina rozhodnutí o sňatku s vybranou princeznou, již by vybrala ona sama; měl strach z rozhodných a panovačných žen, jakou byla jeho matka, proto si svou manželku chtěl vybrat sám.
Zvolil Luisu Lotrinskou. Mladá dívka byla štíhlá, půvabná, elegantní a měla mírnou povahu, navíc se velmi podobala Marii Klévské. Jindřich se s ní poprvé setkal v roce 1574. Při cestě do Polského království navštívil v Nancy svou sestru Claude, provdanou za lotrinského vévodu Karla III., který byl Luisiným bratrancem. Přes matčin nesouhlas vyslal Jindřich k nevěstině rodině Filipa Huraulta, hraběte z Cheverny, a Michela du Guasta. Když vyslanci dorazili k Luisinu otci, nebyla Luisa přítomna, protože konala pouť do Saint-Nicolas-de-Port. Otec na její návrat nečekal a svůj souhlas udělil. Král navrhl šaty pro sebe i pro svou budoucí manželku a osobně jí upravil vlasy, čímž se svatba, původně plánovaná na ráno, přesunula na odpoledne. Pár 15. února 1575 v Katedrále Notre Dame v Remeši oddal kardinál Karel Bourbonský. Sňatek se tak uskutečnil pouhé dva dny po Jindřichově korunovaci francouzským králem.
Luisa manžela zbožňovala, ačkoliv jeho to rozčilovalo. Nemohli mít děti, dědicem se tak stal švagr Jindřich Navarrský, a pod tímto tlakem se manželství stalo nešťastným. Luisa hubla a trpěla depresemi, spolu s manželem přinášela zbožné oběti a konala prosebné pouti za narození synů, zejména do Chartres. Luisa věřila, že na jaře 1576 prodělala potrat a pokud tomu tak bylo, je možné, že jeho následky zabránily dalšímu těhotenství.[zdroj?] Příčiny královy bezdětnosti, kvůli níž s ním soucítila celá země, se snažili odhalit již jeho současníci. Kromě možnosti Luisina potratu připisují jiní autoři Jindřichovu bezdětnost jeho homosexuálním sklonům, jež nepokrytě zmiňovali jak soudobí diplomaté, tak dvořané.
Ačkoliv byl Jindřich III. své manželce často nevěrný, a to jak se svými milenkami, tak i s milenci, svou ženu upřímně miloval[zdroj?] a Luisa se života svého manžela účastnila více než kterákoliv jiná královna. Objevovala se po jeho boku při bezpočtu obřadů, ceremoniálů a oslav, dokonce byla přítomna u státnických zasedání (např. při zasedání Královské rady 2. prosince 1576).

### Mignonskrále Jindřicha
Král Jindřich III. se po celý život rád obklopoval krásnými mladými muži, kterým se u dvora říkalo mignons. Jednalo se o nejbližší a nejvěrnější přátele krále, kteří však své okolí pobuřovali vzhledem i chováním. Jednalo se o naparfémované mladíky, kteří si libovali v nejnovější módě a špercích, celé dny se věnovali péči o tělo i ducha, tanci, hudbě a uměním, ale také vražedným soubojům a rvačkám. Bisexuální král Jindřich III. měl pro tyto své oblíbence velkou slabost a projevoval jim přátelství bez hranic, což mu oni stejně opláceli. Nejznámější z mignons byl Jacques de Lévis, hrabě de Caylus, kterému král říkal mon petit (maličký). Mezi další oblíbence ze skupiny mignons patřil Jean-Louis de Nogaret de La Valette, nebo pan de Maugiron, pan d'O, pan de Saint-Mégrin, pan de Saint-Luc a další. Většina z nich zahynula v soubojích, když obhajovali čest svého krále nebo čest svou a někteří byli protivníky krále zavražděni (např. pan de Saint-Mégrin byl roku 1578 probodán a zastřelen). Král Jindřich III. nechal svým zabitým mignons vybudovat monumentální náhrobky v kostele Saint-Paul, které však byly v roce 1589 zničeny Katolickou ligou. Ti z mignons, kteří svého krále přežili, se po jeho smrti dali většinou do služeb Jindřicha Navarrského.

## Vývod z předků
|                           |                                 |  |                       |                         |  |  |  |  |  |  |  | Jan Orleánský |
|                           |                                 |  |                       |                         |  |  |  |  |  |  |  |               |
|                           | Karel z Angoulême               |  |                       |                         |  |  |  |  |  |  |  |               |
|                           |                                 |  |                       |                         |  |  |  |  |  |  |  |               |
|                           |                                 |  |                       | Markéta de Rohan        |  |  |  |  |  |  |  |               |
|                           |                                 |  |                       |                         |  |  |  |  |  |  |  |               |
|                           | František I. Francouzský        |  |                       |                         |  |  |  |  |  |  |  |               |
|                           |                                 |  |                       |                         |  |  |  |  |  |  |  |               |
|                           |                                 |  |                       | Filip II. Savojský      |  |  |  |  |  |  |  |               |
|                           |                                 |  |                       |                         |  |  |  |  |  |  |  |               |
|                           | Luisa Savojská                  |  |                       |                         |  |  |  |  |  |  |  |               |
|                           |                                 |  |                       |                         |  |  |  |  |  |  |  |               |
|                           |                                 |  |                       | Markéta Bourbonská      |  |  |  |  |  |  |  |               |
|                           |                                 |  |                       |                         |  |  |  |  |  |  |  |               |
|                           | Jindřich II. Francouzský        |  |                       |                         |  |  |  |  |  |  |  |               |
|                           |                                 |  |                       |                         |  |  |  |  |  |  |  |               |
|                           |                                 |  |                       | Karel Orleánský         |  |  |  |  |  |  |  |               |
|                           |                                 |  |                       |                         |  |  |  |  |  |  |  |               |
|                           | Ludvík XII.                     |  |                       |                         |  |  |  |  |  |  |  |               |
|                           |                                 |  |                       |                         |  |  |  |  |  |  |  |               |
|                           |                                 |  |                       | Marie Klevská           |  |  |  |  |  |  |  |               |
|                           |                                 |  |                       |                         |  |  |  |  |  |  |  |               |
|                           | Klaudie Francouzská             |  |                       |                         |  |  |  |  |  |  |  |               |
|                           |                                 |  |                       |                         |  |  |  |  |  |  |  |               |
|                           |                                 |  |                       | František II. Bretaňský |  |  |  |  |  |  |  |               |
|                           |                                 |  |                       |                         |  |  |  |  |  |  |  |               |
|                           | Anna Bretaňská                  |  |                       |                         |  |  |  |  |  |  |  |               |
|                           |                                 |  |                       |                         |  |  |  |  |  |  |  |               |
|                           |                                 |  |                       | Markéta z Foix          |  |  |  |  |  |  |  |               |
|                           |                                 |  |                       |                         |  |  |  |  |  |  |  |               |
| Jindřich III. Francouzský |                                 |  |                       |                         |  |  |  |  |  |  |  |               |
|                           |                                 |  |                       |                         |  |  |  |  |  |  |  |               |
|                           |                                 |  | Lorenzo I. Medicejský |                         |  |  |  |  |  |  |  |               |
|                           |                                 |  |                       |                         |  |  |  |  |  |  |  |               |
|                           | Petr Medicejský                 |  |                       |                         |  |  |  |  |  |  |  |               |
|                           |                                 |  |                       |                         |  |  |  |  |  |  |  |               |
|                           |                                 |  |                       | Clarisse Orsini         |  |  |  |  |  |  |  |               |
|                           |                                 |  |                       |                         |  |  |  |  |  |  |  |               |
|                           | Lorenzo II. Medicejský          |  |                       |                         |  |  |  |  |  |  |  |               |
|                           |                                 |  |                       |                         |  |  |  |  |  |  |  |               |
|                           |                                 |  |                       | Roberto Orsini          |  |  |  |  |  |  |  |               |
|                           |                                 |  |                       |                         |  |  |  |  |  |  |  |               |
|                           | Alfonsina Orsini                |  |                       |                         |  |  |  |  |  |  |  |               |
|                           |                                 |  |                       |                         |  |  |  |  |  |  |  |               |
|                           |                                 |  |                       | Catherine San Severino  |  |  |  |  |  |  |  |               |
|                           |                                 |  |                       |                         |  |  |  |  |  |  |  |               |
|                           | Kateřina Medicejská             |  |                       |                         |  |  |  |  |  |  |  |               |
|                           |                                 |  |                       |                         |  |  |  |  |  |  |  |               |
|                           |                                 |  |                       | Bertrand VI. z Auvergne |  |  |  |  |  |  |  |               |
|                           |                                 |  |                       |                         |  |  |  |  |  |  |  |               |
|                           | Jan III. z Auvergne             |  |                       |                         |  |  |  |  |  |  |  |               |
|                           |                                 |  |                       |                         |  |  |  |  |  |  |  |               |
|                           |                                 |  |                       | Louise de la Trémoille  |  |  |  |  |  |  |  |               |
|                           |                                 |  |                       |                         |  |  |  |  |  |  |  |               |
|                           | Madeleine de la Tour d'Auvergne |  |                       |                         |  |  |  |  |  |  |  |               |
|                           |                                 |  |                       |                         |  |  |  |  |  |  |  |               |
|                           |                                 |  |                       | Jan VIII. z Vendôme     |  |  |  |  |  |  |  |               |
|                           |                                 |  |                       |                         |  |  |  |  |  |  |  |               |
|                           | Jana Bourbonská-Vendôme         |  |                       |                         |  |  |  |  |  |  |  |               |
|                           |                                 |  |                       |                         |  |  |  |  |  |  |  |               |
|                           |                                 |  |                       | Isabela de Beauvau      |  |  |  |  |  |  |  |               |
|                           |                                 |  |                       |                         |  |  |  |  |  |  |  |               |